# Kyaukphyu

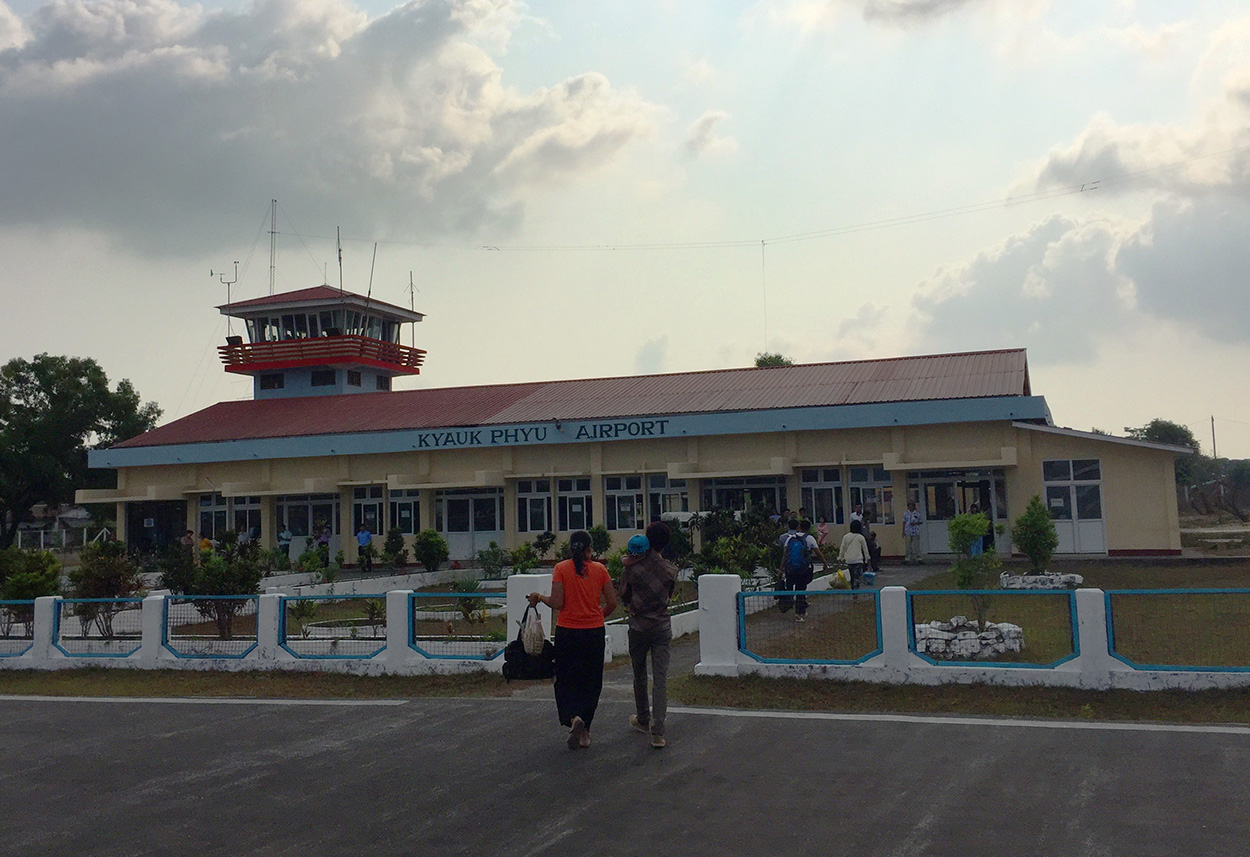
Kyaukpyu Airport

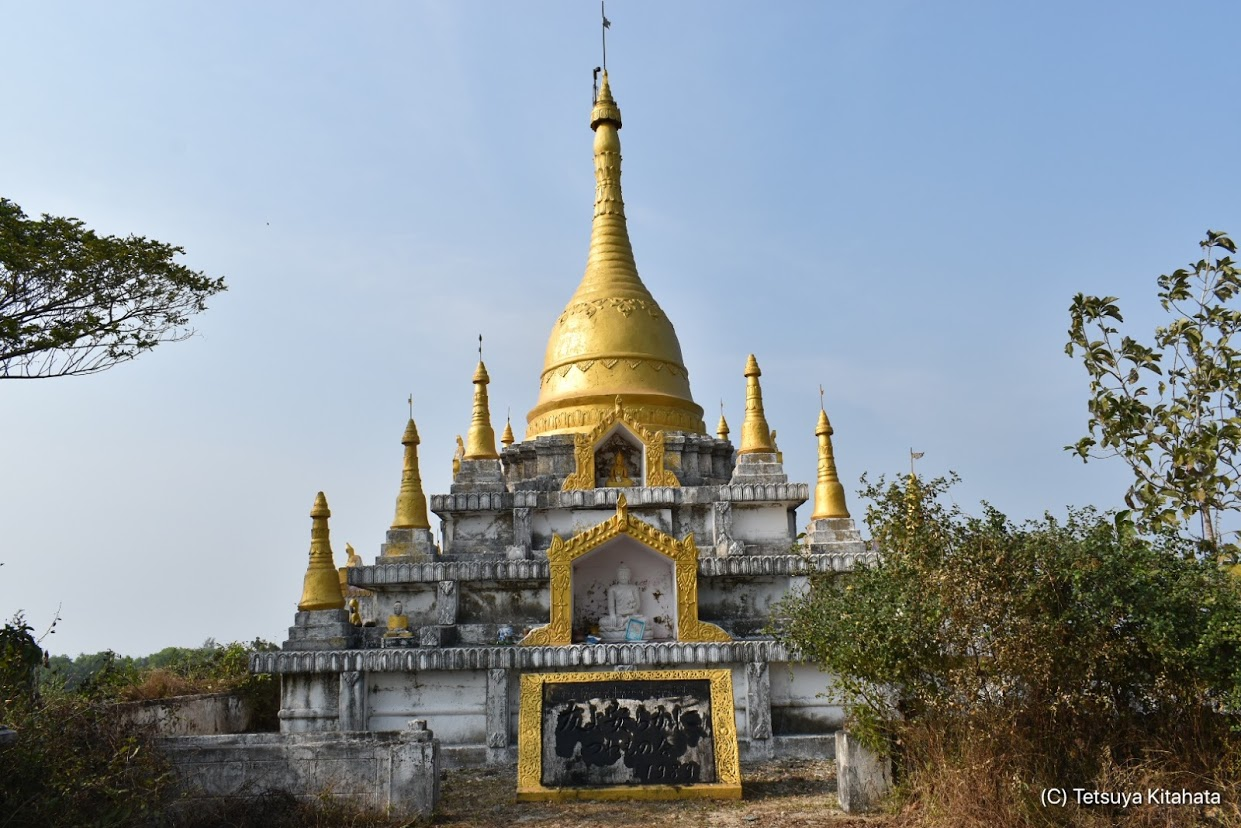
Japan-Myanmar Relationship Pagoda in Kyaukphyu

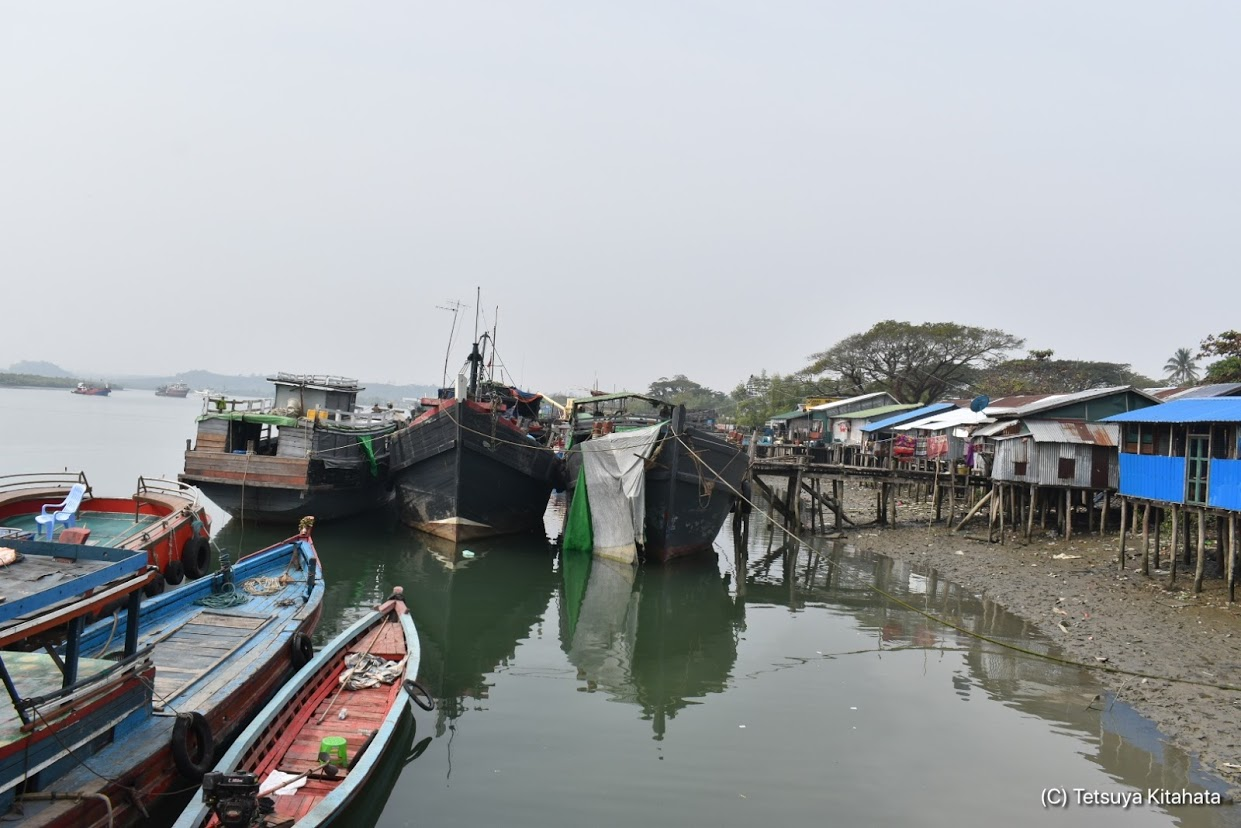
Fischerboote im Hafen von Kyaukphyu

Kyaukphyu ist ein Fischerstädtchen am Indischen Ozean in Myanmar, im Arakan-Staat. Bekannt wurde Kyaukphyu durch den in der Nähe liegende chinesisch finanzierten Tiefseehafen und als Endpunkt von Öl- und Gaspipelines nach Kunming in Chinas Yunnan-Provinz. Kyaukphyu ist Hauptort des Bezirks Kyaukphyu Township.

## Geographie
Kyaukphyu liegt rund 400 Kilometer nordwestlich von Yangon und 100 Kilometer südlich von Sittwe an einem natürlichen Tiefseehafen. Der Hafen gilt als ein wichtiger Zwischenstopp für Schiffe zwischen Yangoon und Kalkutta in Indien. Kyaukphyu beherbergt einen wichtigen Stützpunkt der myanmarischen Marine, die Danyawaddy Naval Base, und die Insel Maday ist Endpunkt einer wichtigen Öl- und Erdgaspipeline nach China. Die Stadt verfügt mit dem Kyaukpyu Airport über einen Flughafen, wird aber nur von inländischen Fluglinien bedient.

## Geschichte
1837 errichtete die britische Kolonialbesatzung einen Tiefseehafen in dem bereits seit Hunderten Jahren davor bestehenden Fischerdorf. 1856 wurde es zur Bezirkshauptstadt. 2007 begann die Firma Asia World mit der Planung eines neuen Tiefseehafens auf der Insel Maday für den Transport von Gütern zwischen dem Indischen Ozean und Kunming in der chinesischen Provinz Yunnan. Asia World war schon an mehreren Infrastrukturprojekten in Myanmar wie dem Bau der Mandalay–Lazio–Muse-Fernstraße maßgeblich beteiligt gewesen. Asia World wurde von Lo Hsing Han (1935–2013) gegründet, einer Größe im Rauschgiftgeschäft. 2008 wurde mit dem Bau einer 1060 Kilometer langen Erdölpipeline nach Kunming in Yunnan begonnen. Die Pipeline ging 2014 in Betrieb, eine Gaspipeline folgte. Die Pipelines ermöglichen es, Yunnan mit Öl und Gas aus dem Mittleren Osten zu versorgen, ohne einen riesigen Umweg über die Straße von Malakka nutzen zu müssen. Kyaukphyu wurde zum strategisch wichtigen Ort für China. Seit 2010 versucht die chinesische Regierung, den Bau einer Normalspur-Eisenbahnlinie zwischen Kunming und Kyaukphyu zu realisieren. Das Projekt scheiterte bis 2023 am Widerstand verschiedener lokaler Gruppen, an Bedenken der verschiedenen Militär- und Zivilregierungen und weil die Eisenbahn durch Gebiete führen würde, die von bewaffneten ethnischen Organisationen gehalten werden. Anfang 2024 wurde bekannt, dass die Militärregierung, welche am 1. Februar 2021 an die Macht kam, das Projekt einer chinesischen Speziellen Wirtschaftszone in Kyaukphyu genehmigte. Ob sich die Milliardeninvestitionen lohnen werden, ist fraglich. Nur mit dem Bau der Eisenbahn macht der Hafen für China einen Sinn. Doch aufgrund von Kämpfen entlang der geplanten Strecke war die Realisierung 2024 mehr als ungewiss. Auch Teile der Bevölkerung in Kyaukphyu sprachen sich gegen die Erweiterung des Hafens auf der vorgelagerten Insel Maday aus. Beobachter gehen davon aus, dass China den Hafen auch militärisch nutzen möchte. Am 12. März 2024 gab die Arakan Army (AA) bekannt, nach monatelangen Gefechten die Umgebung von Kyaukphyu eingenommen zu haben. Die AA ist Mitglied der Three Brotherhood Alliance, einer Allianz zwischen der AA und der Myanmar Nationalities Democratic Alliance Army (MNDAA) und der Ta’ang National Liberation Army (TNLA). Die Allianz unterhält enge Kontakte zu China und zur United Wa State Army (UWSA) und begrüßte in der Vergangenheit chinesische Großprojekte. Die UWSA gilt als Statthalter der chinesischen Interessen in Myanmar. So traf sich der Außenminister der chinesischen Regierung Qin Gang zuerst mit Vertretern einiger chinesisch-freundlicher bewaffneter ethnischen Organisationen wie der UWSA, der AA und der Kachin Independence Army (KIA), bevor er sich mit Min Aung Hlaing traf. Die Militärregierung antwortete mit Luftangriffen und dem Einsatz von schwere Artillerie auf die Offensive der AA und verstärkte die Verteidigung des Hafens und der Maday-Insel.

## Wirtschaft
Kyaukphyu ist für seinen natürlichen Tiefseehafen bekannt. Seit 2014 ist er Endpunkt wichtiger Pipelines. 2023 galt der Hafen von Kyaukphyu als ein wichtiger Umschlagplatz für russisches Erdöl nach China. Es wurde immer diskutiert, ob das chinesische Engagement ein Fluch oder Segen für die lokale Bevölkerung darstellte. So sei es zu größeren Enteignungen von Farmland in der Gegend gekommen. Die Routen der Öl- und Gasfrachter hätten sich negativ auf den Fischfang ausgewirkt. Nur wenige lokale Arbeitsplätze seien durch den Hafen entstanden, viele aber vernichtet worden. Die Arbeiter hätte man aus Zentral-Myanmar oder in China rekrutiert. Es hätte keine Entwicklung in Kyaukphyu gegeben. Viele Bewohner lehnen das chinesische Engagement und Großprojekte ab. Laut Myanmar Now rief die Exilregierung (NUG) die Bevölkerung auf, chinesische Investitionen zu schützen, und wies ihre Milizen (PDF) an, chinesische Großprojekte nicht anzugreifen.